# Nicolas de Wurtemberg
Le duc Nicolas de Wurtemberg, né à Carlsruhe de Haute-Silésie (royaume de Prusse) en 1833, décédé à Carlsruhe en 1903, est le dernier représentant de la première lignée ducale de la Maison de Wurtemberg, qui s'éteignit avec lui en 1903. Il était officier de l'armée autrichienne.

## Biographie
Fils du duc Eugène de Wurtemberg (1788-1857) et de son épouse, née princesse Hélène de Hohenlohe-Langenburg (1807-1880), il fit ses études à Breslau, puis à Hanovre. Il s'engage en 1860 dans la marine de guerre autrichienne, puis devient officier dans l'armée de terre impériale. Il prend part à la Guerre des Duchés de 1864 et à la Guerre austro-prussienne de 1866 du côté autrichien. Il voyage ensuite en Espagne et en Afrique du Nord. Il épousa en 1869 sa nièce Wilhelmine de Wurtemberg (1844-1892) (fille de son demi-frère Eugène de Wurtemberg). Ils n'eurent pas d'enfants.
Il devint général-major de l'armée autrichienne en 1877 et était stationné à Cracovie (alors possession autrichienne). Il fut nommé Feldmarschalleutenant en 1882 et commandant de division à Komorn en Silésie.
Il était connu pour ses sentiments anti-prussiens. Il prend sa retraite de l'armée autrichienne en 1888 et s'installe sur ses terres de Carlsruhe.